# Theta Columbae
Theta Columbae (θ Columbae, viết tắt Theta Col, θ Col), tên chính thức Elkurud /ˈɛlkərʌd/, là một sao đơn độc trong chòm sao phương nam Thiên Cáp. Nó có thể nhìn thấy khá mờ nhạt bằng mắt thường, có cấp sao biểu kiến là 5,02.
Dựa trên các đo đạc thị sai được thực hiện trong nhiệm vụ Hipparcos, nó cách hệ Mặt Trời khoảng 720 năm ánh sáng (220 parsec). Ở khoảng cách hiện tại, cấp sao thị giác của nó bị giảm do tiêu quang liên sao với hệ số 0,11. Hiện tại nó đang di chuyển ra xa khỏi Mặt Trời với vận tốc xuyên tâm 45,3 km/s. Sao này thực hiện lần tiếp cận Mặt Trời gần nhất khoảng 4,7 triệu năm trước khi nó tới điểm cận nhật ở khoảng cách 10,9 ly (3,33 pc).
Nó là một sao gần mức khổng lồ loại B đang tiến hóa với phân loại sao B8 IV, mới rời bỏ dãy chính trong thời gian gần đây. Nó quay nhanh, với vận tốc tự quay dự đoán là 249 km/s. Ngôi sao này được ước tính nặng gấp 4 lần khối lượng Mặt Trời. Độ sáng của nó cao gấp 472 lần độ sáng Mặt Trời từ khí quyển ngoài của nó ở nhiệt độ hiệu dụng 9.916 K.

## Danh pháp
Columbiaae (được Latinh hóa thành Theta Columbiaae) là định danh Bayer của ngôi sao này.
Các nhà thơ Ả Rập thời cổ nhắc đến một số các ngôi sao vô danh như الفرود al-furud, "các sao đơn độc". Các nhà thiên văn học Ả Rập sau này đã cố gắng xác định tên này với các ngôi sao cụ thể, chủ yếu trong các chòm sao hiện đại Bán Nhân Mã và Thiên Cáp. Allen (1899) lưu ý về từ nguyên được chấp nhận nhưng gợi ý rằng al-furūd có thể là sai sót của người sao chép cổ đại đối với القرود al-qurūd nghĩa là "con vượn", được ông hoàn lại như là "Al Ḳurūd", mặc dù điều này không được sự ủng hộ từ giới học giả.
Năm 2016, IAU đã tổ chức một Nhóm công tác về Tên sao (WGSN)  để lập danh lục và chuẩn hóa tên riêng các ngôi sao. WGSN đã phê duyệt tên gọi Elkurud cho ngôi sao này vào ngày 1 tháng 6 năm 2018 và hiện tại nó đã được đưa vào Danh sách Tên Sao được IAU phê chuẩn. (Dạng lịch sử Furud được chọn cho Zeta Canis Majoris.)
Trong thiên văn học Trung Quốc, 孫  (Sūn, Tôn) có nghĩa cháu trai, tên gọi của mảng sao Tôn trong Sao Tỉnh, bao gồm Theta Columbae và Kappa Columbae. Do đó, Theta Columbiaae được gọi là 孫二  (Sūn èr, Tôn nhị, nghĩa là sao thứ hai của mảng sao Tôn).